# Оранка

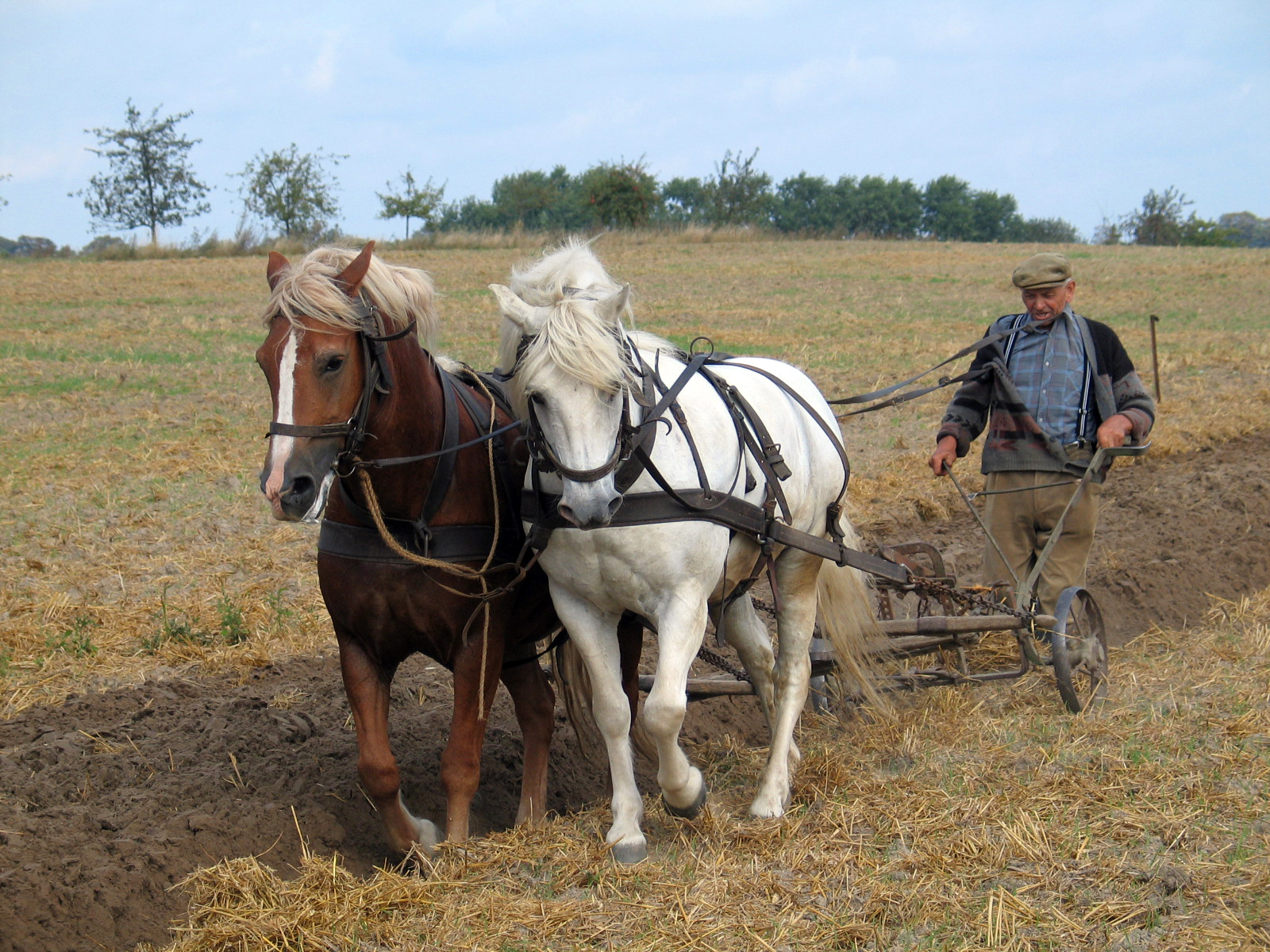
Німецький селянин з Мекленбурга-Передньої Померанії працює з плугом, 2004

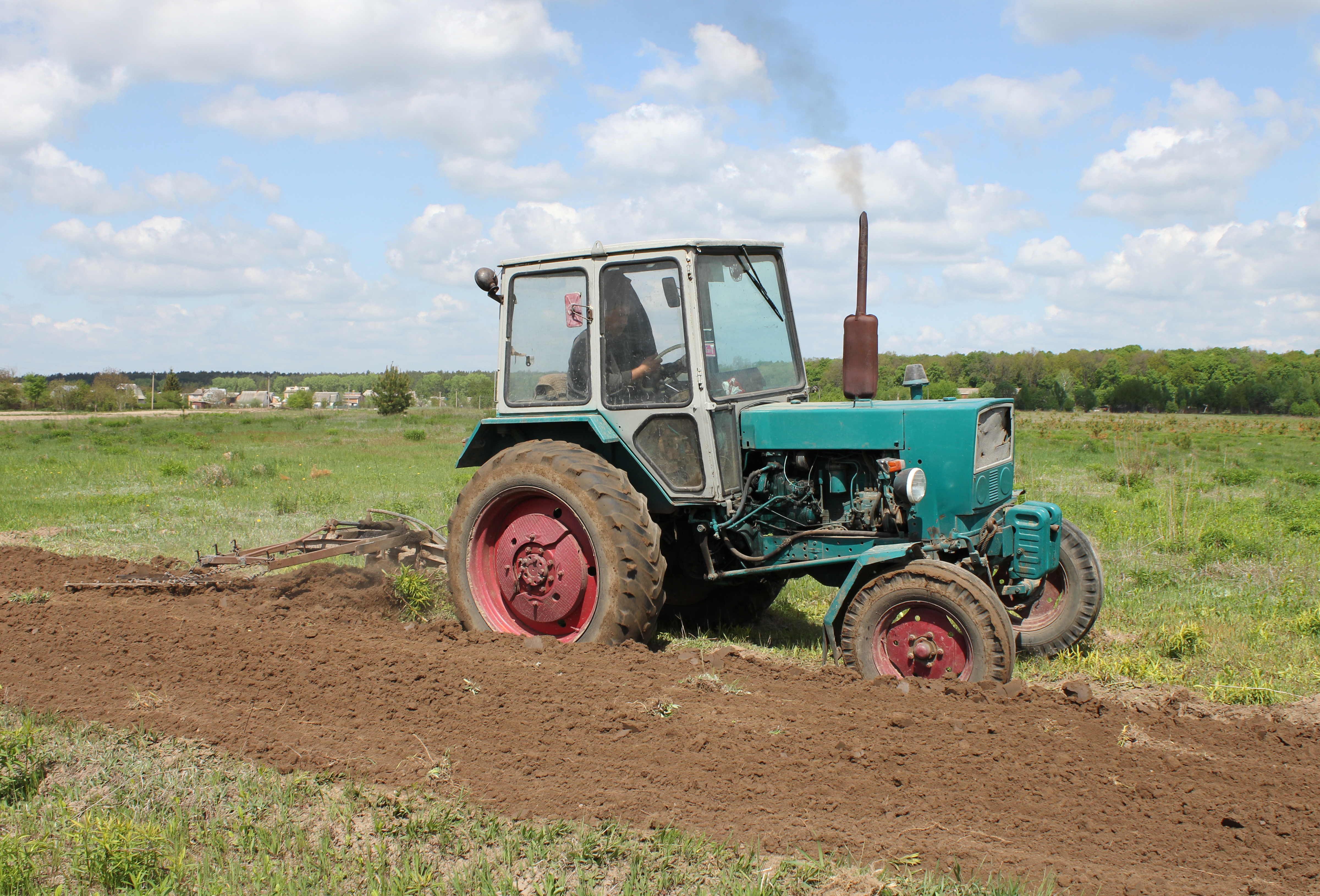
Оранка трактором ЮМЗ-6КЛ

О́ранка, ора́ння, діал. гора́ння(горнути, пригортати) — обробка ґрунту плугом чи сохою. Осіння оранка поля для сіяння ярих культур навесні називається зяб. Це один з прийомів обробітку ґрунту плугами, який забезпечує перевертання шару ґрунту не менше ніж на 135˚ і готує площу для проведення інших технологічних операцій.
Під словом оранка, також розуміють також зоране поле, чи ріллю.

## Види оранки
Розрізняють такі види оранки: 
- плантажна (коли її виконують спеціальними плугами на глибину понад 40 см; в овочівництві використовують перед закладанням плантацій спаржі);
- ступінчаста (забезпечує ступінчастий профіль борозни); гребенева (забезпечує утворення гребенів на поверхні поля);
- двоярусна (забезпечує часткове або повне переміщення двох шарів (горизонтів) ґрунту з їх подрібненням і рихленням);
- триярусна (забезпечує відповідно обробіток трьох шарів ґрунту).

При оранці відвал (полиця) плуга перевертає орного шару, що забезпечує кришіння й перемішування ґрунту.
Розрізняють види відвальної оранки:
- Обертання скиби (скиба перевертається на 180°; найдавніший спосіб)
- Здіймання (скиби перевертається на 135°)
- Культурна оранка (з використанням передплужника).

Оранка на глибину 20 см вважається нормальною, інакше — глибокою або мілкою. Глибину та напрям оранки вибирає агроном, виходячи з потреб оброблюваної рослини, засміченості ґрунту бур'янами, наявності шкідників і хвороб, задля снігозатримання, накопичення талих вод та захисту від вітрової ерозії. Оранка з ґрунтопоглиблювачем і чергування глибини в умовах сівозміни виключає утворення ущільненого шару — плужної підошви — в підорному горизонті ґрунту.
Альтернативою оранці в низці випадків є безвідвальний обробіток ґрунту.

## В історії та традиціях
- Оборювання — обряд, що полягав у проведенні борозни навколо якогось місця.